# Медаль Торвальдсена
Медаль Торвальдсена (дат. Thorvaldsens Medalje, Thorvaldsen Medaillen) — медаль Датской королевской академии изящных искусств. Присуждается ежегодно, за редким исключением, различному числу лауреатов Датской королевской академией изящных искусств и является её высшей наградой в области изобразительного искусства. Она названа в честь скульптора Бертеля Торвальдсена.
Медаль была учреждена в 1837 году как Выставочная медаль и присуждалась за талантливые работы на весенней выставке в дворце Шарлоттенборг. В 1866 году она была переименована в Выставочную медаль Торвальдсена (дат. Thorvaldsenske Udstillings-Medaille), а с 1923 года известна под своим нынешним названием.
Современный дизайн медали был создан скульптором и медальером Кристеном Кристинсеном (1806—1845).